# Sayada
Sayada (àrab: صيادة, Ṣayāda) és una ciutat costanera del Sahel tunisià, situada una quinzena de quilòmetres al sud de Monastir, dins de la governació homònima. Constitueix una municipalitat amb 12.962 habitants el 2014.

## Administració
Forma una municipalitat o baladiyya, amb codi geogràfic 32 38 (ISO 3166-2:TN-12).
Al mateix temps, constitueix dos sectors o imades, Sayada Est (32 63 51) i Sayada Ouest (32 63 52), de la delegació o mutamadiyya de Sayada-Lamta-Bou Hjar (32 63).